# 盖亚猪笼草
盖亚猪笼草（学名：Nepenthes 'Gaya'，又作N. 'St. Gaya'或N. × Gaya 'Buddha'）是一个由大猪笼草（N. maxima）和葫芦猪笼草（N. ventricosa）的杂交种与印度猪笼草（N. khasiana）杂交得到的人工杂交种。

## 历史
该杂交品种最初由猪笼草商店Leilani Nepenthes的Sam Estes在2004年培育，这是他培育的第一种大规模生产并广泛流通的植物。也是该苗圃在2018年被基拉韦厄火山喷发摧毁后留下的为数不多的仍然在市场上流通的品种。

## 形态
盖亚猪笼草的形态与印度猪笼草接近，但盖亚猪笼草捕虫笼具明显花纹，且色泽更加鲜艳。笼唇具外翻形成的不明显波浪状突起，形似葫芦猪笼草。
此外，红豹猪笼草（N. ventricosa × maxima=N. × Red Leopard）也具有与盖亚猪笼草相似的捕虫笼。

## 栽培
盖亚猪笼草属于广泛流通且容易被栽培的品种，它继承了葫芦猪笼草（N. ventricosa）等亲本耐寒冷的优良性状，同时生长也相对迅速，再加上该品种在生长一段时间后会结出较大的捕虫笼，很容易给初学者带来成就感。

## 扩展阅读
- 食虫植物照片搜寻引擎中盖亚猪笼草的照片 （页面存档备份，存于）